# ポイントプレザントビーチ
ポイントプレザントビーチ（Point Pleasant Beach）は、アメリカ合衆国ニュージャージー州のオーシャン郡にある町（ボロ）。
人口は4,945人（2024年推計）。ニューヨーク・マンハッタンの南100キロメートルに位置している。
ニューヨーク都市圏内にある海浜リゾートである。町全体が砂の上（バリアー島）にある。ニュージャージー・トランジットの通勤列車でアクセス出来るため学生に人気がある。2012年のハリケーン・サンディでは大きな被害を受けた。

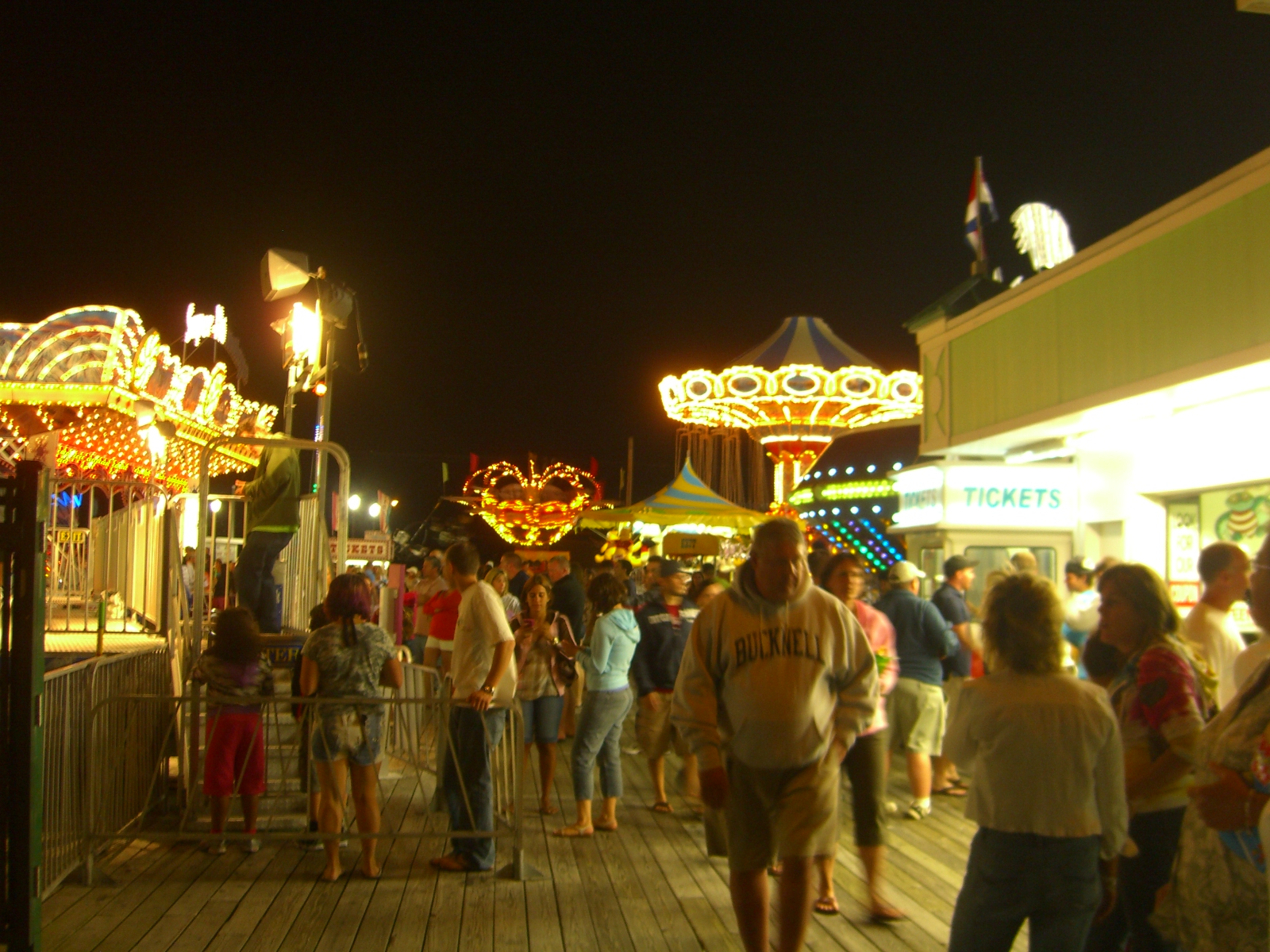
夜のボードウォーク